# أندرسون كاردوسو
أندرسون كاردوسو (10 فبراير 1986 في البرازيل - ) هو لاعب كرة قدم برازيلي في مركز الهجوم. لعب مع أتلتيكو براغانتينو ونادي إنترناسيونال ونادي ساو كايتانو وClube Esportivo Bento Gonçalves ‏ وEsporte Clube Taubaté ‏ ونادي نوفو هامبورغو ونادي بانغو أتلتيكو.

## وصلات خارجية
- أندرسون كاردوسو على موقع قاعدة بيانات كرة القدم.إي يو (الإنجليزية)
- أندرسون كاردوسو على موقع Soccerway.com (الإنجليزية)